# Aczél István
Aczél István (Budapest, 1912. február 20. – Budapest, 1962. május 5.) közgazdász.

## Életpályája
Aczél (Ausländer) Béla (1878–1923) bankbizományos és Berger Borbála gyermekeként született zsidó családban. Apjával 1928-ban a Belvárosi Plébániatemplomban kikeresztelkedett a római katolikus vallásra. Tanulmányait a budapesti Pázmány Péter Tudományegyetemen végezte, ahol 1935-ben jogtudományi doktori oklevelet szerzett. 1935 és 1945 között biztosítási tisztviselőként dolgozott. 1946-ban a József nádor Műszaki és Gazdaságtudományi Egyetemen közgazdász lett. 1945 és 1950 között a Népjóléti Minisztérium, 1950 és 1957 között az Egészségügyi Minisztérium főosztályvezetője volt. 1957 és 1960 között az MTA Kibernetikai Kutatócsoport alkalmazási osztályának vezetőjeként a matematikai módszerek népgazdasági alkalmazásának kérdéseivel, a matematikai módszerek népgazdasági alkalmazásának terjesztésével foglalkozott. 1960-tól 1962-ig az MTA Számítástechnikai Központ igazgatója volt.
Felesége Lőrinczi Katalin volt, Lőrinczi Mihály és Schiffer Sarolta lánya, akivel 1937. szeptember 7-én Budapesten kötött házasságot.
A Farkasréti temetőben helyezték nyugalomra, azonban sírját később felszámolták.

## Főbb művei
- A marxi újratermelési sémák és az input-output rendszer (Közgazdasági Szemle, 1958)
- Korszerű számolási, adatfeldolgozási technika és matematikai módszerek gazdasági alkalmazása a Szovjetunióban. Morva Tamással. (Közgazdasági Szemle, 1959)
- A gépgyári termelés előkészítésének automatizálása (Budapest, 1959)
- A programozási munka korszerűsítésére irányuló törekvések a papíriparban (Budapest, 1959)
- Optimális szállítási terv megállapítása a lineáris programozás módszerével. Krekó Bélával. (Közgazdasági Szemle, 1960)
- Elektronikus számológépek és matematikai módszerek a vaskohászat tervezésében és ügyvitelében (Kohászati Lapok, 1960)
- Egy iparág optimális termelési tervének megállapítása korszerű módszerekkel (Matematikai és kibernetikai módszerek. A II. Üzemszervezési Konferencia előadásai. Budapest, 1960)
- Az elektronikus számítógépek hazai alkalmazásáról (Magyar Tudomány, 1961)